# Ленинградсланец
«ОАО „Ленинградсланец“» — крупнейшее предприятие по добыче горючего сланца в России, расположенное в г. Сланцы Ленинградской области.

## Описание
«Ленинградсланец»  специализируется на добыче горючего сланца на территории Ленинградского месторождения. Предприятие специализируется на добыче горючего сланца на территории Ленинградского месторождения, запасы которого оцениваются более чем в 1 млрд тонн. Производственная мощность по добыче 2,5 млн т сланца в год.

## Технология
На шахте применяется панельный способ подготовки шахтного поля. Сегодня разработку полезного ископаемого осуществляют буровзрывным способом по системам: камерно-столбовая с управлением кровлей ленточными целиками («камера-лава») и камерно-столбовая система разработки с управлением кровлей столбчатыми целиками. Горная масса поступает на обогатительную фабрику шахты «Ленинградская», где обогащается в тяжелосредных сепараторах.

## Продукция
ОАО «Ленинградсланец» производит следующую продукцию: основной вид — технологический сорт сланца класса 25-125 мм и энергетический сорт сланца класса 0-25 мм, побочный продукт — известняковый щебень.

## Переработка сланца
ОАО «Ленинградсланец» и ОАО «Завод Сланцы» исторически связаны. Это предприятия единого производственного комплекса по добыче и переработке горючих сланцев.
Так, в СССР основными потребителями добываемого горючего сланца ОАО «Ленинградсланец» были сланцеперерабатывающий завод и ТЭЦ «ОАО „Завод Сланцы“», а также предприятия Эстонской ССР. В результате реструктуризации и упадка отрасли технологическая цепочка по переработке горючего сланца была нарушена. Шахта потеряла рынок сбыта. Сегодня предприятия частично находятся в двухсторонней технологической зависимости.

## История
В 1931 году было начато строительство опытного сланцевого рудника на Гдовском месторождении (Гдовский сланцевый комбинат).
С 1 сентября 1934 года рудник введен в эксплуатацию. Одновременно велось строительство двух других рудников. В связи с большим объемом строительных работ в марте 1941 года Гдовский сланцевый комбинат ликвидирован и на его базе образован Гдовское рудоуправление и Государственный Союзный трест «Ленстройсланец».
В июле 1941 года, в связи с опасностью оккупации, предприятия эвакуировались в Кашпирское и Савельевское рудоуправление Главсланца (Саратовская, Куйбышевская области). Сланцевые рудники в г. Сланцы были разрушены и затоплены. В феврале 1944 года Сланцевский район был освобожден от немецко-фашистских войск.
В июле 1944 года создан единый трест «Ленстройсланец» Главсланца Комиссариата угольной промышленности, входящего в систему Наркомугля СССР. В том же году «Ленстройсланец» переименовывается в строительно-эксплуатационный трест «Ленинградсланец». В 1947 году в промышленную эксплуатацию была сдана шахта № 1 с проектной мощностью 700 тыс. тонн.
Приказом Министра угольной промышленности СССР № 45 от 29 января 1970 года и приказом по тресту «Ленинградсланец» шахты № 1 и № 2 с января 1970 года стали одной шахтой «Объединенной», через некоторое время ей было присвоено название «Ленинградская».
Приказом Министерства угольной промышленности СССР от 4 марта 1971 года трест ликвидирован и на его базе создано шахтоуправление «Ленинградсланец». В его состав вошли: шахта «Ленинградская», шахта им. С. М. Кирова, шахта № 3 и др. сопутствующие производства.
После преобразований в 1974 году создано «Ленинградское производственное объединение по добыче сланца „Ленинградсланец“».
В 1994 году предприятие преобразовано в акционерное общество открытого типа «Ленинградсланец».
После приостановки производственной деятельности на три года в 2007 году ОАО «Ленинградсланец» возобновило работы по добыче горючего сланца. По состоянию на 08.04.2013 г. все шахты затоплены. 15.06.2018 ОАО «Ленинградсланец» было ликвидировано.

## Руководство
Поляков Сергей Витальевич, генеральный директор